# Brussels Handball Club
Ne pas confondre avec le United Brussels Handball Club et le BEHS, deux autres clubs bruxellois de handball.
Maillots
Le Brussels HC, souvent abrégé en BHC, est un club belge de handball féminin, situé à Bruxelles et qui évolue actuellement en Division 2.
Basé à Evere, le Brussels Handball Club est issue d'une multitude de fusion. En effet, fondé en 1986 sous le nom de Fémina Ottignies HC, le club hérite du matricule 547.
En 2006, Ottignies fusionne avec l'ASEK 72, issue d'une précédente fusion entre le Sporta Evere et le Kraainem'72 et forme le Fémina ASKO, celui-ci n'exista que deux saisons puisqu'en 2008, il fusionna avec le HC Evere, ce qui forma l'actuel Brussels HC.

## Histoire

### 1986-2006: Le Fémina Ottignies Handball Club
Le Fémina Ottignies Handball Club ou FOHC fut fondé en 1986 et obtient le matricule 547.
Le club arrive à atteindre la division 1 à l'issue de la saison 1986/1987 mais n'arrive pas à se maintenir et se retrouve relégué en division 2.
Le club a alors comme objectif de retrouver le haut niveau le plus vite possible et associe même son nom à l'Université Catholique de Louvain (UCL) et devient le Fémina Ottignies Handball Club-Université Catholique de Louvain ou le FOHC-UCL en 1988.
Et lors de cette saison 1988/1989, le FOHC-UCL domine outrageusement cette division 2 au point tels que la formation se retrouva championne et était donc assurer d'évoluer la saison suivante en division 1 mais finalement, le club décline la montée sur la base d'une décision prise en commun avec la direction et les joueuses.
En effet, du fait de plusieurs choses tels que le peu de joueuses dans le noyau principal ou encore le travail des joueuses qui pourrait nuire à la saison.

### Depuis 2008: Le Brussels HC

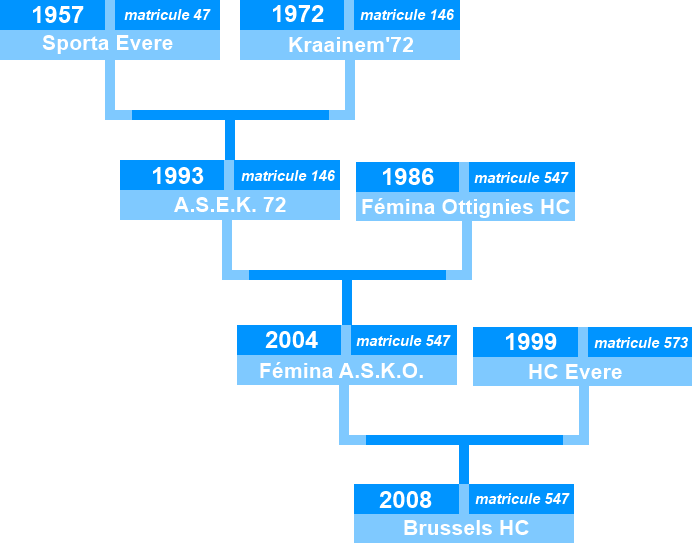
Repère historique - Fusions ayant conçu le Brussels HC.

Ancien logo.

Le Brussels Handball Club est le fruit d'une fusion en 2008 entre le HC Evere et le Femina ASKO. Le Femina ASKO étant lui-même né d'une précédente union entre les effectifs féminins de Louvain-la-Neuve (FOHC-UCL), HC Kraainem, anciennement A.S.E.K. 72, et le HC Evere.

### Parcours
| Saison    | Division 1 | Coupe de Belgique | Coupe du Brabant |
| --------- | ---------- | ----------------- | ---------------- |
| 2008-2009 | 9          | ?                 | ?                |
| 2009-2010 | 9          | ?                 | ?                |
| 2010-2011 | 9          | ?                 | ?                |
| 2011-2012 | 2          | ?                 | V                |
| 2012-2013 | 2          | 1/8 de finale     | V                |
| 2013-2014 | .          |                   |                  |

.

## Palmarès
Le tableau suivant récapitule les performances du Brussels Handball Club dans les diverses compétitions belges et européennes.
| Compétitions internationales | Compétitions nationales |
|                              | Division 2 (1): 1989    |

.

## Personnalité liée au club

### Président
- Erwin Nuytt

### Entraîneur
- Thierry Marique
- Jean-Pierre Rochette[4]

### Joueuses
- Marie-France Zabus
- Véronique Brisy
- Pascale Henry
- Pascale Simon